# Розет, Конрад
Конрад Розет (кат. Conrad Roset; род. 1984, Тарраса, Испания) — иллюстратор, живописец, графический дизайнер.

## Биография
Конрад Розет родился в Испании, в городе Тарраса, где провел 29 лет, после чего переехал в Барселону. Рисование с раннего детства было его страстью. Любимой игрой Конрада Розета и его брата было рисовать все, что им нравится. Спустя годы он нашёл своё вдохновение в изображении женщин, создав персональную коллекцию Муз.
«Я ищу красоту, которую источает тело, мне нравится рисовать женскую фигуру».
Конрад Розет получил образование в школе Joso и на факультете изящных искусств в Барселоне. Также на данный момент Конрад Розет преподаёт иллюстрацию в Школе дизайна BAU.

## Творчество
Свою главную тему — показ женской чувствительности — Конрад Розет решает в экспрессионистическом стиле. Благодаря смелому использованию цвета, художник добивается ощущения чувственности. Он использует в качестве изобразительного элемента следы от кисти, пятна, капли и создаёт фейерверки цветов.
Иллюстрациями Конрада Розета, которые художник распространял в сети Интернет, заинтересовался бренд одежды Zara, и Конрад Розет стал на них работать. Именно благодаря работе в Zara, Конрад Розет узнал о профессии иллюстратора, о регулярности работы и стал изучать стили эталонных иллюстраторов.
Спустя год Конрад Розет стал работать в качестве художника-фрилансера, с тех пор он сотрудничает с разными брендами, рекламными агентствами и издательскими компаниями, среди которых такие известные, как Adidas, bershka, Кока-кола, disney, Барселона (футбольный клуб), Mango, Nike.

## Участие в разработкевидеоигрыGris
Конрад Розет принял участие в качестве художника в разработке видеоигры Gris. Игра была выпущена в 2018 году и моментально стала известна благодаря красивому и уникальному визуальному стилю. Конрад Розет уже давно мечтал на основе своих работ создать видеоигру. В результате, Адриан Куэвас, Роджер Мендос и Конрад Розет создали студию — Nomada Studio, которая базируется в Барселоне, и выпустили свою первую видеоигру.
Конрад Розет создавал Концепт-арт главной героини видеоигры, а также игрового мира. В результате чего, стиль игры напоминает легкие акварельные работы, выполненные в светлых тонах.

## Участие в выставках
Конрад Розет регулярно выставляет свои работы в галереях и музеях, таких как MoMA в Виргинии, Spoke Art в Сан-Франциско, London Miles в Лондоне, Tipos Infames в Мадриде, Artevistas и Miscelanea в Барселоне.
- 2013 — SpokeArt, Сан-Франциско, США (коллективная)
- 2012 — Fifty24MX, Мехико, Мексика (коллективная)
- 2012 — IAMgallery, Мадрид, Испания (коллективная)
- 2012 — Moca, Виригина, США (коллективная)
- 2012 — Artevistas, Барселона, Испания
- 2012 — Foresight Gallery, Амман, Иордания (коллективная)
- 2012 — SpokeArt, Сан-Франциско, США (коллективная)
- 2011 — Pantocrator, Шанхай, Китай
- 2011 — Espai B, Барселона, Испания (коллективная)
- 2011 — London Miles, Лондон, Великобритания (коллективная)
- 2011 — O Gallery, Порту, Португалия (коллективная)
- 2011 — Start/ stuff&art, Сан-Висенте, Кабо-Верде
- 2011 — TiposInfames, Мадрид, Испания
- 2011 — Pantocrator, Барселона, Испания (коллективная)
- 2011 — Miscelanea, Барселона, Испания
- 2010 — Vaca i la lluna, Реус, Испания
- 2010 — Baum Shop, Барселона, Испания
- 2010 — Apart gallery, Лондон, Великобритания (коллективная)
- 2009 — Impaktes Visuals, Сабадель, Испания
- 2009 — Els Amics de les arts, Террасса, Испания